# Itri
Itri es una localidad italiana de la provincia de Latina, región de Lazio, con 10 084 habitantes.

## Demografía
| Gráfica de evolución demográfica de Itri entre 1861 y 2001 |
|                                                            |
| Fuente ISTAT - elaboración gráfica de Wikipedia            |

## Ciudades hermanadas
- Cranston (Estados Unidos)